# Inge Ristock
Inge Ristock (* 7. April 1934 in Kötzschen, Kreis Merseburg; † 6. September 2005 in Berlin) war eine deutsche Tischtennisspielerin, Kabarettistin und Fernsehautorin.

## Leben
Sie studierte an der Filmhochschule Babelsberg Dramaturgie.
Von 1969 bis 1974 war Ristock Chefdramaturgin beim Kabarett Die Distel und Textautorin beim Kabarett Die Reizzwecken.
Die Nationalschauspielerin in der DDR arbeitete nach dem Mauerfall für sämtliche Ost-Kabaretts und schrieb die Drehbücher zu den ZDF-Fernsehserien Salto Postale und Salto Kommunale (mit Wolfgang Stumph und Achim Wolff).
Inge Ristock schrieb viele Texte für die Kabaretts in der DDR mit der Autorengruppe RIBAGera (später RIGera) (Ristock, Geier, Rascher).
Ihr in der DDR verbotenes Kabarett-Stück Keine Mündigkeit vorschützen wurde in der Distel zur Generalprobe verboten und gelangte in Halle (Saale), bei den „Kiebitzensteinern“ unter der Regie von Harald Engelmann zur Premiere.
Auch dort sollte dieses Programm verboten werden, der damalige Intendant, Rolf Voigt, setzte unter großen Schwierigkeiten die Produktion durch. (Einzelne Szenen daraus hatte Peter Waschinsky zusammen mit Ristock schon im Frühjahr 1989 in seinem „Cabaret Phillipp“ in Berlin-Treptow  aufgeführt, was zur Schließung des Hauses führte).
Inge Ristock schrieb auch Texte für das Kabarett Die Kugelblitze in Magdeburg.
Dort gab es während der DDR-Zeit auch ein Verbot des Programms Ach, du meine Güter.
Der damalige Direktor Rolf Voigt arbeitete mit der Autorengruppe RIGera intensiv zusammen.

### Tischtennis
Ristock erzielte im Tischtennis mehrere nationale Erfolge. Vom Verein Medizin Berlin kommend schloss sie sich Mitte der 1950er Jahre dem SC Einheit Berlin an, mit dessen Damenteam sie von 1956 bis 1958 dreimal in Folge DDR-Mannschaftsmeister wurde.
Bei den DDR-Einzelmeisterschaften wurde sie 1958 Zweite.
Zu diesem Zeitpunkt wurde sie in der DDR-Rangliste auf Platz sieben geführt.
Ab 1958 widmete sie sich verstärkt ihrem Kabarett.

## Hörspiele
- 1975: Die Entscheidung der Frau L. – Regie: Joachim Gürtner (Hörspielreihe: Neumann, zweimal klingeln – Rundfunk der DDR)
- 1978: Neue Aufregung um Jörg – Auch Regie (Hörspielreihe: Neumann, zweimal klingeln – Rundfunk der DDR)
- 1982: … noch einmal ganz von vorn anfangen – Regie: Annegret Berger (Kurzhörspiel/4. Teil der Reihe: Hella – Rundfunk der DDR)
- 1999: Mit Hans Rascher: Keine Müdigkeit vorschützen  – Regie: Marianne Weil (Hörspiel – SR/SFB)